# Рогачёвский уезд
Рогачёвский уе́зд — административно-территориальная единица в 1772―1924 гг. В 1772―1775 уезд в составе Рогачёвской провинции Могилёвской губернии Российской империи. С 1796 года в составе Белорусской, с 1802 года — вновь в Могилёвской, с апреля 1919 года Гомельской губерний.

## География
Рогачёвский уезд находился по обеим сторонам реки Днепр, причём наибольшая часть лежала на левом берегу. Территория уезда также охватывала часть бассейна рек Друть и Сож. Уезд находился на юге Могилёвской губернии, к северу от него располагались Быховский и Чериковский уезды, к югу — Гомельский. На западе уезд граничил с Минской, а на востоке с Черниговской губерниями.
По сведениям военно-топографической съёмки его территория составляла 128 470 квадратных метра или 6 216 квадратных вёрст. Таким образом, уезд был крупнейшим в губернии.
Рогачёвский уезд находился на территории Полесья, где преимущественно сосредоточены леса и болота. Замечательна открытая равнина в западной части уезда; она начинается ещё в Быховском уезде около сел. Хотовня и Землицы и простирается на юг к реке Сож до с. Раскова, Меркуловичей и м. Чечерска; длина её до 45 вёрст, ширина до 30; эта равнина есть населенная и плодороднейшая часть уезда. Более возвышенная местность встречается только вдоль правых берегов протекающих здесь речек. Почва уезда преимущественно песчано-глинистая, местами чернозёмная, и по плодородию причисляется к лучшим в губернии; из ископаемых богатств известна здесь только болотная железная руда, которая, впрочем, не разрабатывается. Вся площадь уезда лежит в системе реки Днепр, который, выйдя из Быховского уезда, течет в западной половине уезда в главном направлении от Севера к Югу на пространстве от с. Шапчицы до устья реки Березины. Днепр судоходен на всем протяжении; единственная пристань находится при городе Рогачёве. Из притоков его более других значительны: Березина, служащая только самой нижней частью течения границей с Минской губернией, Дубосна, протекающая по большей части тоже по границе с Минской губернией, Друть, Окра, Ржача, Сож с Беседью, Чечерой, Покотью, Линой и др.. Из этих речек Друть и Беседь сплавные, а Сож судоходна. На 1865 год по реке Сож нагрузка производилась только на пристани м. Чечерска, именно 57 600 пудов, леса, лесных материалов, лесных изделий, дегтя 1500 пудов, извести 2500 пудов, хлебного вина 4500 ведер. Озёр замечательных нет; они преимущественно лежат в долинах рек Днепр и Сож. Болота группируются в юго-западной части; из них особенно замечательны: Юново, простирающееся между рекой Дубосной и Добрицей (правый приток Друти) и служащее продолжением огромного болота, расстилающегося по уездам Быховскому и Могилёвскому; Годиловичское, начинающееся у с. Годиловичи и проходящее через села Городец, Стлиня, Лорзову, Бронницы, Викторины, Заболотье и Михалевки до реки Сож; длина его до 75 верст, а ширина 260—300 саженей; оно покрыто лесом и проходимо только по греблям; Полое выходит из лесов на границе Быховского уезда, простираясь мимо Вороновщины к реке Сож; оно тонко и непроходимо. Уезд принадлежит к числу лесистых; под лесами более 320 тыс. десятин (более половины всей площади); к 1868 г. Из 60 452 десятин всех казенных земель было под лесами 32668 десятин или 53 %; главная порода леса — дуб.
Уезд разделен на 3 стана; 4 полицейских округа с конторами в местечках Жлобине, Городце, Чечерске и в околице Железники.
Казенные крестьяне составляли 3 общества, крестьяне-собственники разделены на 25 волостей, 299 обществ; большие владения имел здесь граф Чернышев и Кругликов.
В уезде 10 местечек (Городец, Жлобин, Карпиловка, Корма, Новые Журавичи, Свержень, Стрешин, Тихиничи, Чечерск и Шерстин); селения вообще малолюдны; только м. Жлобин, Корма, Стрешин и Чечерск имеют более 1000 душ обоего пола.
Главное занятие жителей составляют хлебопашество и лесопромышленность, к побочным же принадлежат работы на судоходных и сплавных реках, во время навигации перевозка тяжестей, и заработки на стороне, особенно при устройстве железных и шоссейных дорог. Из хлебов преимущественно сеют рожь, ячмень и овёс, с промышленною целью разводят лён, отправляемый в г. Ригу через г. Витебск; в некоторых местах разводили в больших размерах свекловицу, поступающую на местные сахароваренные заводы; хлеба всегда почти достаточно для местного продовольствия. Заводская промышленность в 1866 г. ограничивалась 17 заводами, из них 2 сахароваренных, 1 водочный, 11 винокуренных, 1 известковый и 2 стекольных; свеклосахарные заводы находились в фольварках Наст и Остерманск. Лучшие ярмарки были в м. Жлобин и м. Чечерск.
Общая площадь Рогачёвского уезда 6546,1 квадратных вёрст.

## История
До Первого раздела Речи Посполитой Рогачёвское староство находилось в составе Речицого повета Минского воеводства Великого Княжества Литовского. После раздела, произошедшего в 1772 году, был образован данный Рогачёвский уезд, вошедший в состав Рогачёвской провинции Могилевской губернии Российской империи. Уезд охватывал часть территории, на которой проживала так называемая «сожская шляхта» (названная так от реки Сож) и «друтская шляхта» (от реки Друть).
В состав уезда вошло 18 волостей:
1. Городецкая (м. Городец),
2. Довская (с. Довск),
3. Дудичская (с. Дудичи),
4. Кистеневская (с. Кистени),
5. Кормянская (м. Корма),
6. Кошелёвская (с. Кошелёво),
7. Луковская (с. Луки).
8. Меркуловичская (с. Меркуловичи),
9. Недойкская (с. Недойки),
10. Полесская (с. Полесье),
11. Покотская (с. Покоть),
12. Рассохская (с. Рассохи),
13. Речковская (с. Речки),
14. Старо-Руднянская (с. Старая Рудня),
15. Столбунская (с. Столбун),
16. Стрешинская (м. Стрешин),
17. Тихиничская (с. Тихиничи),
18. Чечерская (м. Чечерск).

- 27 мая 1772 г. — указ об управлении провинциями, присоединенных к России от Польши. Из этих провинций повелено образовать две губернии: Псковскую и Могилевскую; в состав последней назначена Рогачёвская провинция.
- 9 октября 1772 г. — г. Рогачёв назначен провинциальным городом Рогачёвской провинции Могилевской губернии.
- 02 августа 1773 — образован состав Рогачёвской провинции Российской империи;
- 22 марта 1777 г. — для уравнения уездов Белорусских губерний относительно пространства и населения, сделано новое распределение, по которому Могилевская губерния составлена из 12 уездов, в том числе Рогачёвского.
- 02 апреля 1777 — в составе Могилевской губернии;
- 1793 г. — остальная территория Рогачёвской волости присоединена к Российской империи (к восточным землям по реке Друть и Днепр).
- 12 декабря 1796 г. — Могилевская и Полоцкая губернии соединены в одну губернию — Белорусскую, в штате которой в декабре того же года, Рогачёв не показан в числе уездных городов.
- 23 декабря 1796 г. — в составе Белорусской губернии. Южная часть уезда была присоединена к Гомельскому уезду, а на севере к нему присоединена часть Чериковского уезда и часть упраздненного Быховского уездов;
- 27 февраля 1802 г. — из Белорусской губернии образовано две губернии: Могилевская и Витебская; причем первая составлена из 12-ти уездов (паветов), в том числе Рогачёвского. Уезд в составе Могилевской губернии с восстановлением границ 1777 года.
- 1861 г. — уезд имеет 18 волостей;
- В 1864 г. — шляхтичей бывшего ВКЛ насчитывалось в данном уезде 6064 мужского пола, 6100 женского пола (всего 12164 шляхты), а жителей всего уезда — 121627 человек (обоих полов)[5];
- 1900 г. — волости Полесская, Покотская, Речковская, Столбунская внесены в состав Гомельского уезда.
- февраль-март 1919 г. — восстания в Корме и Рогачеве[6].
- 26 апреля 1919 г. — в Гомельской губернии, Дудичская волость передана в Гомельский уезд;
- 14 февраля 1923 г. — в Рогачевский уезд введены Боханская, Бычанская, Новобыховская и Чигиринская волости упраздненного Быховского уезда;
- 09 мая 1923 г. — в Рогачевский уезд введены часть Чеботовичской волости Гомельского уезда и Екимово-Слободская волость Речицкого уезда, а Чечерская волость передана в Гомельский уезд;
- 03 марта 1924 года — уезд как район в составе БССР;
- 17 июля 1924 года — район упразднён, его территория вошла в Бобруйский и Могилевский округа.

С 1900 года и до 1919 год в состав Рогачёвского уезда входило 9 местечек, а сам уезд делился на волости:
1. Городецкая (центр — городок Городец),
2. Довская,
3. Дудичская,
4. Кистеневская,
5. Кормянская (центр — городок Корма),
6. Кошелевская,
7. Луковская,
8. Меркуловичская,
9. Недойская,
10. Рассохская,
11. Старо-Руднянская,
12. Стрешинская (центр — городок Стрешин),
13. Тихиничская (центр — городок Тихиничи),
14. Чечерская (центр — городок Чечерск);

и 9 местечек — Городец, Жлобин, Карпиловка, Корма, Свержень, Стрешин, Тихиничи, Чечерск, Шерстин.

## Демография
- 1864 г. — 121,6 тыс. человек (шляхты — 9,3 %, мещан — 7 %; православных — 87,7 %, католиков — 5,4 %, иудеев — 6,1 %).
- По сведениям за 1866 г. число жителей в Рогачёвском уезде (без города) 110895 душ обоего пола (52122 мужского пола), с городом на 1 квадратный метр по 914 душ обоего пола. В числе жителей: дворяне 1478, мещане 7344 (в местечках), дворян однодворцев 10032, крестьян казенных 9520, евреев-землевладельцев 609, крестьян собственников 78193. Не православных: раскольников 798, католиков 5855, протестантов 14 и евреев 5873. В 1866 г. В уезде было церквей православных 67 (12 каменных), раскольничьих молелен 3, католических церквей 3, каплиц 16, синагог 2 и молитвенных школ 15.
- 1885 г. — 142,9 тыс. человек.
- По данным Первой Всероссийской переписи населения 1897 г.[7] в Рогачёвском уезде насчитывалось 224652 человек (только в г. Рогачев — 9038). По конфессиональному составу: православных — 193 003, католиков — 7 779, старообрядцев — 1 751, протестантов — 160. По национальный составу: белорусов — 195 296 душ (86,92 %), евреев — 21 867 (9,73 %), русских — 4427 (1,97 %), поляков — 2383 (1,1 %). Крестьян — 181 830, мещан — 37 544, шляхты — 3 895, духовенства — 582, купцов — 177.

## Инфраструктура
Существовала учительская семинария, народные училища, церковно-приходские школы, частные гимназии и т. п.
По данным 1881 г. в уезде действовало 94 фабрики, 6 спиртзаводов (в 1864 году — 26), 10 кожевенных заводов, 9 кирпичных заводов, 1 фабрика спичек, 376 мельниц и другие небольшие предприятия. Ярмарки проводились в Рогачеве, Чечерске, Жлобине. Среди крупных землевладельцев были известны Сеножецкие, Сулистровские, Булгаки, Чернышев-Кругликовы, Фон-Вермоты.

## Религия
В Рогачёвском уезде действовали: костёл Антушевский, Жлобинская каплица, Карпиловский костел, костел Люшевский, Озеранский костел, костел Рогачёвский, Сверженский костел, костел Чечерский, костел при ІІІ-м округе отдельного корпуса внутренней стражи, церковный приход подвижной 6-го округа отдельного корпуса внутренней стражи, каплица Рудня-Шлягина и другие.

## Маршалки уезда
Уездные предводители, именовавшиеся 06.02.1797–23.02.1831 поветовыми маршалами, фиксируются в 1779–1916 гг.:
- 1779—1781: Фащ Феликс;
- 1782—1787: Парчевский Юзеф герба «Налеч»[9];
- 1788—1789: Малиновский Франц;
- 1790—1792: Быковский Фелициан герба «Гриф»;
- 1793—1795: Малиновский Антоний;
- 1796: Халецкий Киприан Иванович;
- 1797:

[1798: Сакович Пётр герба «Помян», Случановский Людвиг Иосифов];
[1799—1800: Ланевский-Волк герба «Корчак» (указан в ГСЦП)];
- 1801:
- 1802:
- 1803—1805: Дориа-Дерналович Винцентий Иосифович герба «Любич»;
- 1806—1809: Волк-Леонович Николай Самойлович герба «Трубы»;
- 1811:
- 1812—1818: Пузына Томаш (Фома) Христофорович герба «Огинец»;
- 1819—1823: Быковский Герард Стефанович герба «Гриф»;
- 1823—1826: Солтан Станислав Иванович;
- 1826—1835: Малиновский Теофил Антонович;
- 1836—1850: Хмызовский Александр Львович;
- 1851—1854: Фащ Александр Феликсович;
- 1855—1859-60: Жуковский Александр Иванович герба «Гриф»

[1858—1863: Оскерко Ян герба «Мурделио» (указан в ГСЦП)];
- 1860-61—1862-63: Случановский Людвиг Осипович;
- 1863-64—1864-65:
- 1865-66—1892: Иолшин Василий Васильевич;
- 1893—1895: Гельтзль Осип Осипович;
- 1896—1903: Кигн Алексей Людвигович;
- 1904—1906: князь Друцкой-Соколинский Николай Николаевич;
- 1907—1908: граф Кутайсов Владимир Павлович;
- 1909—1911: Ваксель Александр Александрович;
- 1912—1914: Пушкин Лев Анатольевич;
- 1915—1916: Глуховцов Владимир Стефанович.